# Varen (Tarn-et-Garonne)
Varen is een gemeente in het Franse departement Tarn-et-Garonne (regio Occitanie) en telt 748 inwoners (1999). De oppervlakte bedraagt 23,13 km², de bevolkingsdichtheid is 32 inwoners per km².
Het gemeentehuis is gevestigd in Le Doyenné, een burcht uit de 15e eeuw die in de 18e eeuw werd uitgebreid.

## Demografie
Onderstaande figuur toont het verloop van het inwonertal (bron: INSEE-tellingen).

1. ↑  Populations de référence 2022.